# ジーン・ローゼンソール
ジーン・ローゼンソール（Jean Rosenthal、旧名Eugenia Rosenthal、1912年3月16日 - 1969年5月1日）は演劇における照明デザインの分野の先駆者とされる人物。ニューヨークでルーマニア系ユダヤ人の家に生まれた。
20世紀の初め、照明デザイナーは一定の地位を得ていなかった。舞台装置家や電気技師が演出の照明を扱っていた。ローゼンソールは照明デザイナーがデザインチームで不可欠な存在となる働きをした。彼女はまた、照明は「それ自体が仕事である」と述べている。特有な照明のイノベーションだけでなく、その演出特有の雰囲気を作り出すローゼンソールは、ブロードウェイの照明デザイナーとして需要のある存在であった。

## 経歴・教育
1929年、ローゼンソールはネイバーフッド・プレイハウス・スクール・オブ・ザ・シアターのマーサ・グレアムに紹介された。グレアムの技術補佐員となり、グレアムとは生涯にわたって協力をした。グレアムとは36の作品で一緒に仕事をした。1931年から34年まで、Stanley McCandlessとともにYale School of Dramaで照明デザインを学んだ。
ニューヨークに戻り、1935年連邦劇場計画に加わった。これはオーソン・ウェルズやジョン・ハウスマンとの協力につながった。後にウェルズをマーキュリーシアターを連れて行き、そこでローゼンソールは照明デザイナーとしてではないが、製作・照明マネージャーに加え委員のメンバーに任じられた。
ブロードウェイ、マーサ・グレアムのダンス、ニューヨーク・シティ・バレエ団、メトロポリタン・オペラなど何百もの製作で照明デザイナーを務めた。ブロードウェイではウエストサイドストーリー(1957年)、サウンド・オブ・ミュージック(1959年)、テイク・ミー・アロング(1959年)、A Funny Thing Happened on the Way to the Forum(1962年)、屋根の上のバイオリン弾き(1964年)、ハロー・ドーリー!(1964年)、キャバレー(1966年)、ザ・ハッピー・タイム(1968年)などで照明デザイナーを務めた。

## 貢献
彼女の主な貢献としては、舞台後方の位置からフラッドライトを使うことで影を消すことや、影のないコントラストを作り出すために角度や照明量を制御することがある。「バランシンのために行ったサインライトや、グレアムのために作ったライトの斜め軸（"Martha's Finger of God"（マーサの神の指）として愛されている）は照明のレパートリーの基準になり、あらゆるスタイルの舞踊団が広く使用するようになっている」

## ザ・マジック・オブ・ライト
著書The Magic of Light: The Craft and Career of Jean Rosenthal, Pioneer in Lighting for the Modern Stage, (Little Brown & Co, ISBN 0-316-93120-9) は死後の1972年に出版された。Lael Wertenbakerがテープに録音された会合を書き取るというローゼンソールとの長期的なプロジェクトでこの本を整理し組み上げた。
この本は自伝から始まり、照明の歴史や演劇、ミュージカル、オペラ、家における照明についての詳細をつづっている。ここで詳しく述べられた劇場の照明器具は、その出版時に使われていたものである。巻末にはローゼンソールの図面のサンプル（灯体の配置、組立図、フォーカス・チャート）と照明家としての業績一覧も収録されている。

## 死
1969年5月1日、がんのため57歳で死去した。